# Hunters Mongolia FC
Der Hunters Mongolia Football Club ist ein mongolischer Fußballverein aus Ulaanbaatar, der aktuell, Stand August 2024, in der ersten Liga, der National Premier League, spielt. Der Verein ist auch unter dem Namen Khanters bekannt. Im Oktober 2024 wurde der Verein von Hunters FC in Hunters Mongolia FC umbenannt.

## Erfolge
- Mongolia 1st League: 2023/24   ▲
- Mongolia 2nd League: 2022/23  ▲

## Stadion

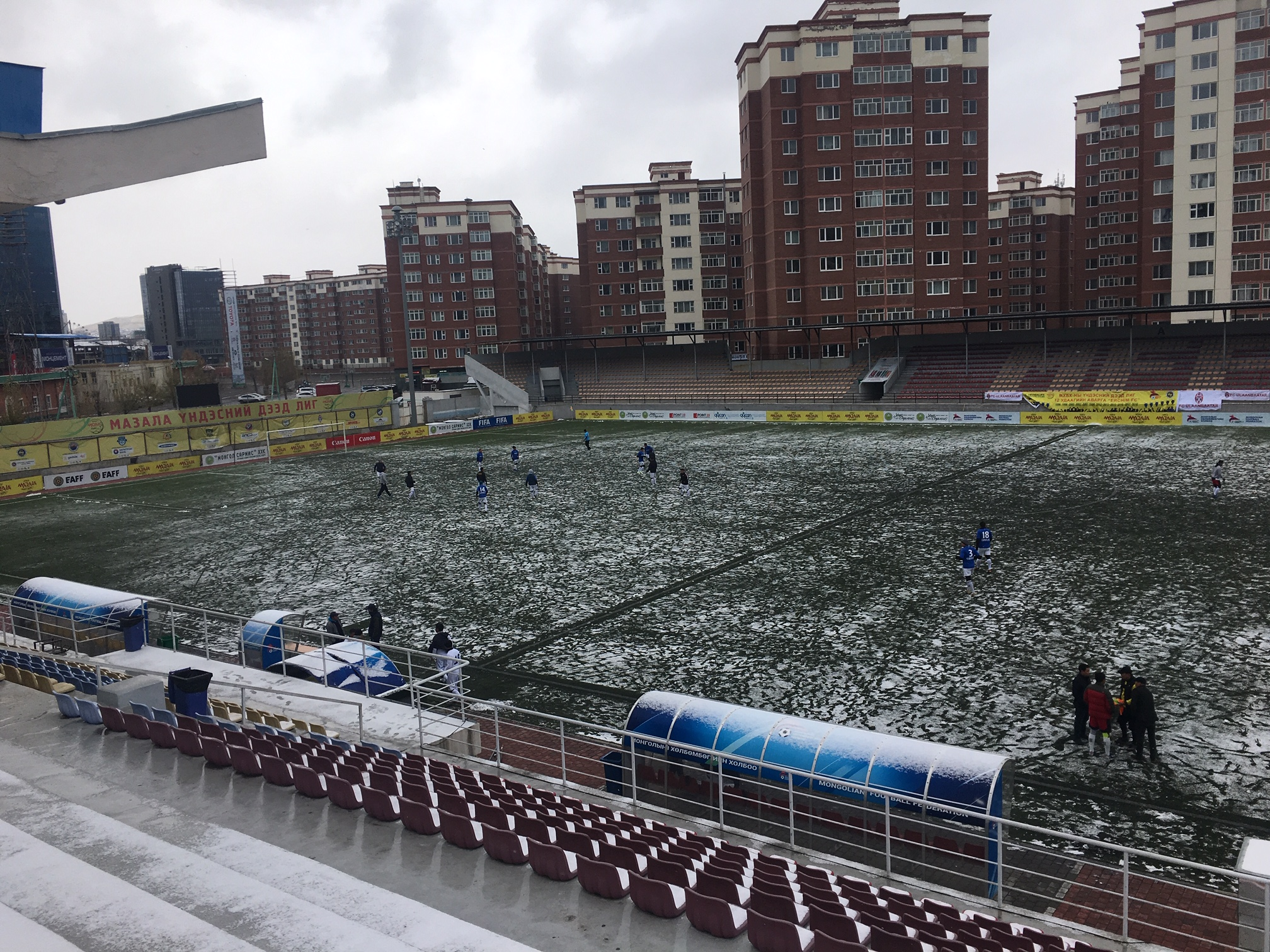
MFF Football Centre

Der Verein trägt seine Heimspiele im MFF Football Centre in Ulaanbaatar aus. Das Stadion hat ein Fassungsvermögen von 5000 Personen.

## Saisonplatzierung
| Saison              | Liga                    | Level      | Platz      | Mongolia Cup  |
| Hunters FC          | Hunters FC              | Hunters FC | Hunters FC | Hunters FC    |
| ------------------- | ----------------------- | ---------- | ---------- | ------------- |
| 2022/23             | Mongolia 2nd League     | 3          | 1. ▲       | 2. Runde      |
| 2023/24             | Mongolia 1st League     | 2          | 1. ▲       | Viertelfinale |
| Hunters Mongolia FC |                         |            |            |               |
| 2024/25             | National Premier League | 1          | 7.         |               |

## Trainerchronik
| Trainer             | Nation   | von             | bis   |
| ------------------- | -------- | --------------- | ----- |
| Munkhbat Chimeddorj | Mongolei | 15. August 2024 | heute |